# Francis Rooney
Francis Rooney, né le 4 décembre 1953 à Muskogee (Oklahoma), est un homme politique américain, élu républicain de Floride à la Chambre des représentants des États-Unis de 2017 à 2021.